# Ostsudanische Sprachen

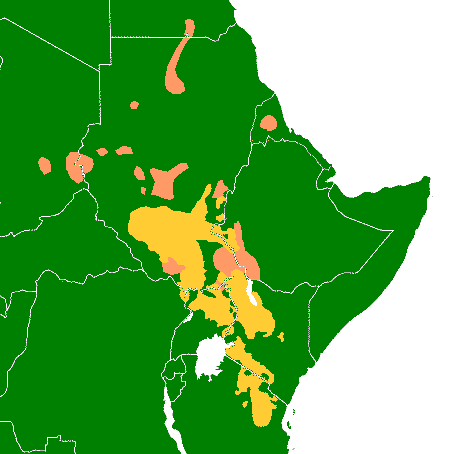
Verbreitungsgebiet der ostsudanischen Sprachen

Die ostsudanischen Sprachen sind ein bedeutender Zweig der nilosaharanischen Sprachen. Sie sind nach der Region Sudan benannt.
Bender (2000) gliedert sie folgendermaßen:
- Sprachen, die das Pronomen der 1. Person Singular bewahrt haben (*aka):
  - Nubische Sprachen
  - Tama-Sprachen
  - Nyima-Sprachen
  - Nera
- Sprachen, die das Pronomen der 1. Person Singular erneuert haben (*ani):
  - Nilotische Sprachen
  - Surmische Sprachen
  - Daju-Sprachen
  - Jebel- bzw. Ost-Jebel-Sprachen
  - Temein-Sprachen

## Ost-Sahelisch
Die entsprechende Gruppierung bei Ehret (2001, S. 88 f. u. S. 70 f.) heißt Ost-Sahelisch. Sie unterscheidet sich von Benders Gliederung vor allem dadurch, dass Ehret die Einzelsprache Berta und die Rub/Kuliak-Sprachen mit einbezieht:
- Astaborisch (nach einer alten Bezeichnung für den Fluss Atbara):
  - Nara („Barea“)
  - West-Astaborisch
    - Nubisch
    - Tama
- Kir-Abbaiisch (Kir ist eine Bezeichnung für den Weißen Nil, Abbai eine Bezeichnung für den Blauen Nil):
  - Jebel
    - West-Jebel
    - Bertha

  - Kir
    - Nuba-Berge
      - Temein, Jirru
      - Nyimang, Dinik

    - Daju
    - Surma-Nilotisch
      - Surmisch
      - Nilotisch
- Rub (Kuliak)